# Три слепых мышонка (радиоспектакль)
«Три слепых мышонка» (англ. Three Blind Mice) — детективный радиоспектакль, созданный английской писательницей Агатой Кристи в 1947 году к восьмидесятилетию королевы Марии по заказу радиокомпании BBC. Название восходит к одноимённому английскому детскому стишку и песне, а в основу сюжета положено криминальное дело о смерти в начале 1945 года мальчика Денниса О’Нила, умершего в результате избиения приёмным отцом. Радиоспектакль появился в эфире BBC вечером 30 мая 1947 года. На основе радиопостановки в 1948 году Кристи написала одноимённый рассказ (повесть), а в 1952 году свою самую знаменитую пьесу — «Мышеловка».

## Сюжет
В недавно открывшейся гостинице молодой семейной пары собрались постояльцы, отрезанные от внешнего мира снежными заносами. Туда также прибывает полицейский, который сообщает, что среди находящихся в гостинице имеется потенциальный убийца. После этого один из гостей погибает. Позже выясняется, что убийцей является мужчина, выдававший себя за полицейского. Его целью было отомстить за издевательства, которые он пережил в детстве.

## Создание
Поводом к возникновению радиоспектакля послужила личная просьба королевы Марии, жены короля Георга V и матери Георга VI, которая в 1947 году готовилась отметить восьмидесятилетие. Сотрудники радиовещательной компании BBC обратились к ней с вопросом, чем они могли бы порадовать её в праздничном эфире. Королева, большая поклонница Агаты Кристи, попросила создать постановку на основе её произведения. Представители компании созвонились с Кристи и предложили ей написать получасовую радиопьесу. Эдмунд Корк, многолетний литературный агент «королевы детектива», позже назвал такое предложение источником «серьёзного морального стимула» для своей знаменитой клиентки. В «Автобиографии» Кристи описывала обстоятельства возникновения пьесы так: «Идея показалась мне увлекательной. Я её обдумала, расхаживая по комнате взад-вперёд, затем позвонила им и сказала „да“. Мне пришла в голову мысль, вполне, с моей точки зрения, подходящая, и я сочинила радиоскетч под названием „Три слепых мышонка“. Насколько мне известно, королеве он понравился». Джон Карран, исследователь записных книжек писательницы, отмечал, что в её автобиографии не указано, когда радиокомпания предложила создать пьесу, но, по его мнению, с учётом подготовки к юбилею, это произошло в 1946 году. Созданное на заказ произведение предварительно должно было выйти в эфир 26 мая 1947 года — в день рождения юбиляра. В середине мая Корк сообщил Кристи, что все «номера программы на этот день выбраны самой королевой». Писательница настояла на том, чтобы её гонорар в размере ста гиней был пожертвован детской больнице города Саутпорт. Корк также отказался от вознаграждения.
Название восходит к английскому детскому стишку и основанной на нём песне — «Три слепых мышонка» (Three Blind Mice): «Три слепых мышонка // Бегали сторонкой // Хозяйка острый нож взяла, // Взмахнула раз, Взмахнула два. // Отрубила хвостики // Малышам она. Видели такое? Ах, какое горе!» (перевод Л. Ф. Кочневой). Это название, как и введение фольклорных мотивов, является одним из длинного ряда произведений писательницы, основанных на детских английских песенках и считалках. И до, и после неё такой приём использовали и другие мастера детективного жанра, но никто из них не делал этого так широко как Кристи. В ряду таких её работ можно назвать романы «Десять негритят» (1939), «Раз, два, три, пряжку застегни» (1940), «Пять поросят» (1942), «Зёрнышки в кармане» (1953), «Хикори Дикори Док» (1955) и др. В основе сюжета пьесы лежит реальное криминальное дело — смерть в январе 1945 года мальчика Денниса О’Нила (Dennis O'Neill), умершего от побоев приёмного отца, в семье которого он жил вместе с братом. Официальный биограф семьи Кристи Джанет Морган писала, что эта «трагедия до глубины души потрясла» писательницу. Морган ошибочно указывала, что мальчика звали Дэниел О’Нил, но по уточнённым данным его имя — Деннис О’Нил. В литературе указывается, что схожие сюжетные ситуации Кристи ранее использовала в романах «Загадка Ситтафорда» (1931) и «Рождество Эркюля Пуаро» (1938).
Премьера тридцатиминутной радиопостановки прошла в вечернем эфире BBC Light Program 30 мая 1947 года. Главные роли исполнили: Барри Морс (Barry Morse), Гледис Янг (Gladys Young), Раф де ла Торре (Raf de la Torre). 21 октября 1947 года на канале BBC был показан одноимённый британский телефильм режиссёра Барри Эдгара, минимально отличающийся от сценария радиопостановки. В «Автобиографии» писательница рассказала о дальнейшей эволюции полюбившегося сюжета. Ей поступило предложение переработать радиопьесу в рассказ, который она назвала «Лощина». Над этим длинным рассказом (повестью) она работала в Ираке, где находилась на раскопках в Нимруде со своим мужем археологом Максом Маллованом. Он появился в США в 1948 году в майском выпуске журнала Cosmopolitan под названием «Три слепых мышонка», а затем в американском сборнике 1950 года «Три слепых мышонка и другие истории» (Three Blind Mice and Other Stories). Российский литературовед и переводчик А. Титов характеризовал повесть таким образом: «Ситуация весьма стандартная, часто встречающаяся в произведениях Кристи: группа людей отрезана от мира, им неоткуда ждать помощи, и среди них убийца. Но эта во многом „шаблонная“ ситуация обыграна с присущим Кристи блеском и остроумием».  

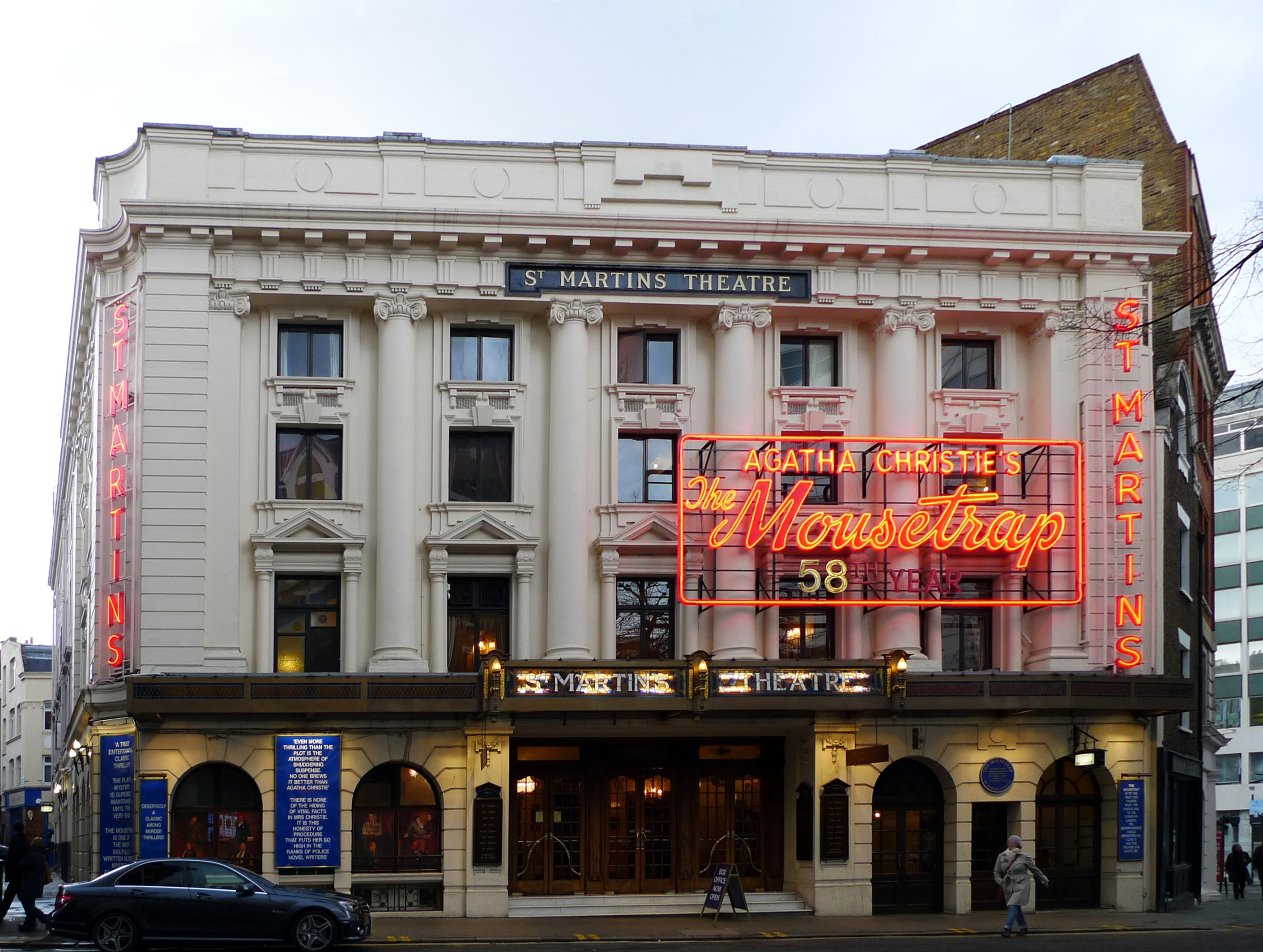
St Martin’s Theatre, где с 1974 года идут представления пьесы «Мышеловка»

На основе рассказа была сделана успешная театральная постановка, режиссёром которой выступил Питер Сондерс. После этого Кристи решила расширить сюжет: «Мне самой „Лощина“ так понравилась, что я подумала: не продолжить ли свои драматургические упражнения? Почему бы вместо книги не написать пьесу? Это гораздо приятнее. Одна книга в год обеспечивает необходимый доход, поэтому я могу доставить себе удовольствие и написать пьесу». Поскольку незадолго до Второй мировой войны на сцене шла другая пьеса, также носившая название «Три слепых мышонка», то Кристи пришлось изменить название своей. Её зять, Энтони Хикс, предложил заголовок «Мышеловка», восходящий к одноимённому эпизоду (известен также как «Убийство Гонзаго») из трагедии Уильяма Шекспира «Гамлет» (акт III, сцена II). По мнению Кристи, во-многом пьеса «Мышеловка» обязана своим успехом тому, что она возникла словно «из конспекта», в то время как автор «наращивала мышцы на кости скелета». «Каркас», по её словам, возник задолго до пьесы, что и «позволило создать добротную конструкцию». 25 ноября 1952 года состоялась официальная премьера спектакля на сцене лондонского театра Ambassador. Главные роли исполнили знаменитый актер Ричард Аттенборо и его жена Шейла Сим. До официальной премьеры, спектакль был поставлен 6 октября 1952 года на сцене королевского театра в Ноттингеме. Со временем спектакль стал одной из достопримечательностей Лондона, где он шёл на сцене до 16 марта 2020 года, когда представления пришлось временно прекратить во время пандемии COVID-19. Постановка вернулась на сцену 17 мая 2021 года. «Мышеловка» является самым продолжительным из всех спектаклей в мире: по состоянию на ноябрь 2022 года состоялось около 29 000 представлений и число продолжает расти.